# Alma Stephanie Tapia
Alma Stephanie Tapia (El Paso, Texas) es una ingeniera estadounidense de materiales de la NASA.

## Biografía
Alma Stephanie Tapia nació y creció en El Paso (Texas), junto a su hermana gemela, Susana Tapia, y sus padres, inmigrantes de Argentina y Colombia.
Desde pequeña, Alma se interesó por las ciencias y las matemáticas, asistiendo a cursos avanzados y participando en concursos, preparándose para realizar una carrera científica. Se matriculó en Ingeniería Metalúrgica y de Materiales en la Universidad de Texas donde se graduó como Top Ten Senior. Tras esto, realizó un máster en Ciencias e Ingeniería de Materiales en la Universidad de Florida, que finalizó en 2005.
Alma S. Tapia trabaja en el Johnson Space Center como ingeniera de materiales. Una de sus labores es prestar soporte a la Estación Espacial Internacional liderando el equipo de materiales y procesos para actividades extravehiculares y trajes espaciales. Su misión es seleccionar, diseñar y mantener materiales, además de hacer análisis de fallos, con el objetivo de desarrollar materiales confiables y seguros para su uso en exploración espacial.
Colabora activamente en campañas de educación y comunicación relacionadas con la promoción de la ciencia, la tecnología, la ingeniería y las matemáticas (STEM, por sus siglas en inglés), ya que como mujer latina hija de inmigrantes conoce la necesidad de ofrecer modelos cercanos a las nuevas generaciones. Dentro de la propia NASA, lideró la organización de la Campaña del Compromiso Hispano, movimiento que fue reconocido por el presidente Obama en 2015.